# Rezolucja Rady Bezpieczeństwa ONZ nr 703
Rezolucja Rady Bezpieczeństwa ONZ nr 703 została przyjęta bez głosowania 9 sierpnia 1991 r.
Po przeanalizowaniu wniosku Mikronezji o członkostwo w Organizacji Narodów Zjednoczonych, Rada zaleciła Zgromadzeniu Ogólnemu przyjęcie tego państwa do swojego grona.

## Źródło
- UNSCR - Resolution 703